# 1992년 하계 올림픽 키프로스 선수단
1992년 하계 올림픽 키프로스 선수단은 스페인 바르셀로나에서 열린 1992년 하계 올림픽에 참가한 올림픽 키프로스 선수단이다.

## 종목별 성적

### 양궁
남자 개인전:
- 시몬 시모니스 – 순위 라운드에서 (0-0)으로 74위

### 육상
남자 100m:
- 야니스 지시미데스 – 1라운드: 10.51초, 8강: 10.51초

남자 200m:
- 야니스 지시미데스 – 1라운드: 21.51초